# Heiko Wohlgemuth
Heiko Wohlgemuth (* 1972 in Emden, Ostfriesland) ist ein deutscher Autor, Schauspieler, Liedtexter und Übersetzer.

## Leben
Wohlgemuth absolvierte eine Schauspielausbildung in Hamburg und war danach an verschiedenen Bühnen engagiert. Er besuchte Masterclasses bei Edith Jeske, Stephen Schwartz und Terrence McNally. Seit 1999 ist er als freier Schauspieler, Autor, Liedtexter und Übersetzer tätig.
Heiko Wohlgemuth ist regelmäßig im Hamburger Schmidt Theater zu sehen, wo er Stammautor ist und auch Regiearbeiten leistete.
2003 spielte er den Elling in der deutschsprachigen Erstaufführung des gleichnamigen Theaterstücks unter der Regie von Corny Littmann.
In Zusammenarbeit mit dem Komponisten Martin Lingnau entstanden seit 1999 diverse Musicals und Stücke wie: Swinging St. Pauli, Villa Sonnenschein, Die 13 ½ Leben des Käpt’n Blaubär und Wahnsinn – das Musical mit den Hits von Wolfgang Petry. Ihr Musical Heiße Ecke läuft seit 2003 im Schmidts Tivoli in Hamburg und hatte weit über 2 Millionen Zuschauer.
Heiko Wohlgemuth war für Stage Entertainment als Liedtexter und Scriptconsultant (leitender Autorenberater) der Musicalfassung von Der Schuh des Manitu tätig.
Neben Verfassen von Musicals und Buchadaptionen ist Wohlgemuth als Übersetzer und Bearbeiter englischsprachiger Musicals tätig, unter anderem von Aladdin, Sister act, Shrek, Natürlich Blond und Amélie.
Von 2010 bis 2012 lieferte Wohlgemuth die Liedtexte der bayrischen Sendung Nockherberg.
Heiko Wohlgemuth lebt in Hamburg.

## Werke (Auswahl)
- 1999: Achtung. Selten. Die Comedian Harmonists (Buch mit Alexander Kuchinka)[8]
- 1999–2003: Pension Schmidt (Buch und Liedtexte)[9]
- 2001: Swinging St. Pauli (Buch und Liedtexte)[10]
- 2003: Heiße Ecke (Buch und Liedtexte)[11]
- 2005: Villa Sonnenschein (Buch und Liedtexte)[12]
- 2006: Die 13½ Leben des Käpt’n Blaubär (Buch und Liedtexte)[13]
- 2008: Der Schuh des Manitu (Scriptconsultant & Liedtexte)[5]
- 2009: Hairspray (Übersetzung Liedtexte)[14]
- 2010: Dällebach Kari (zusätzliche Liedtexte)[15]
- 2010: Sister Act (Übersetzung Liedtexte mit Kevin Schroeder)[16]
- 2011: Der Räuber Hotzenplotz (Buch und Liedtexte)[17]
- 2011: Sound of Music (Neuübersetzung Liedtexte mit Kevin Schroeder)[18]
- 2012: Natürlich Blond (Übersetzung Liedtexte mit Kevin Schroeder)[19]
- 2012: Cavequeen (Buch)[20]
- 2012: Best of Musicals (Übersetzungen Liedtexte)
- 2012: Es war Einmal (Buch und Liedtexte)[21]
- 2013: Die Königs vom Kiez (Buch und Liedtexte)[22]
- 2014: Heidi – Das Musical (Neuübersetzung)[23]
- 2014: Shrek – Das Musical (Übersetzung Buch und Liedtexte)[24]
- 2014: Der kleine Störtebecker (Buch und Liedtexte)[25]
- 2015: Disneys Aladdin (Übersetzung Liedtexte)[26]
- 2016: Cindy Reller (Buch und Liedtexte)[27]
- 2018: Wahnsinn (Buch und zusätzliche Liedtexte)[28]
- 2018: Tschüssikowski (Buch und zusätzliche Liedtexte)[29]
- 2019: Die fabelhafte Welt der Amélie (Neubearbeitung, Übersetzung Buch und Liedtexte)[30]
- 2020: Ich war noch niemals in New York (Buchüberarbeitung)
- 2020: Die Königs schenken nach (Buch und Liedtexte)[31]
- 2020: Der achtsame Tiger (Buch und Liedtexte)[32]
- 2020: Schmidts Ritz (Buch und zusätzliche Liedtexte)[33]
- 2024: Oberaffengeil (Buch und Liedtext)
- 2024: & Julia (Übersetzung Buch und Liedtexte)[34]

## Auszeichnungen
- LEA Live Entertainment Award 2007 für Die 13 ½ Leben des Käpt’n Blaubär[35]
- INTHEGA-Preis 2005 für Swinging St. Pauli als beste deutsche Tourneeproduktion.[36]
- Nominierungen Deutscher Musical Theater Preis 2015 in den Kategorien „Bestes Buch“ und „Beste Liedtexte“ Der kleine Störtebeker.[37]
- Nominierungen für den Deutschen Musical Theater Preis 2017 in den Kategorien „Bestes Buch“ und „Beste Liedtexte“ Cindy Reller[38]